# Curva de Mordell

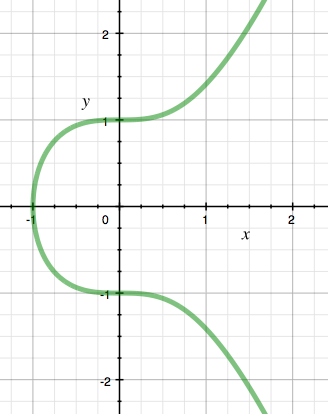
y^{2} = x^{3} + 1, con soluciones de coordenadas enteras en (-1, 0), (0, 1) y (0, -1)

En álgebra, una curva de Mordell es una curva elíptica de la forma y2 = x3 + n; donde n es una variable entera fija no nula.
Estas curvas fueron estudiadas en detalle por Louis Mordell, desde el punto de vista de la determinación de sus puntos con coordenadas enteras. Demostró que cada curva de Mordell contiene solo un número finito de puntos de coordenadas enteras (x, y). En otras palabras, las diferencias de cuadrados perfectos y cubos tienden a ∞. La cuestión de con qué rapidez se trató en principio por el método de Baker. Este asunto es tratado hipotéticamente por la conjetura de Marshall Hall.

## Propiedades
Si (x, y) es un punto de coordenadas enteras en una curva de Mordell, entonces también lo es (x -y).
Hay ciertos valores de n para los que la curva de Mordell correspondiente no tiene soluciones enteras. Estos valores son:
6, 7, 11, 13, 14, 20, 21, 23, 29, 32, 34, 39, 42, ... (sucesión A054504 en OEIS).
-3, -5, -6, -9, -10, -12, -14, -16, -17, -21, -22, ... (sucesión A081121 en OEIS).
En 1998, J. Gebel, A. Pethö y H. G. Zimmer encontraron todas las soluciones enteras para 0 < |n| ≤ 10 4. (Datos sobre las curvas de Mordell para -10000 ≤  n  ≤ 10000, A081119, A081120)

## Ejemplo
Fermat demostró que las únicas soluciones enteras de {\displaystyle m^{2}+2=n^{3}} son {\displaystyle n=3,m=\pm 5}.